# Border terrier

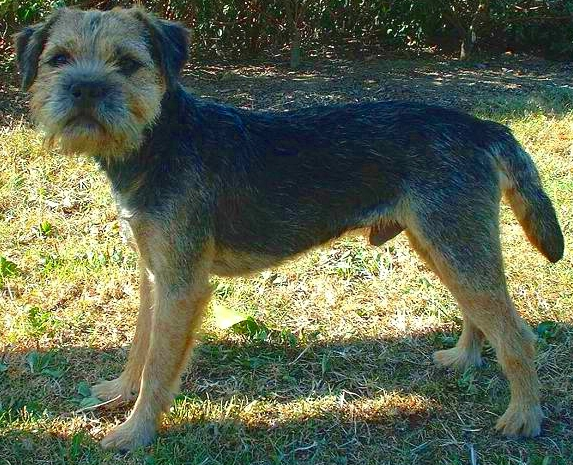
Border terrier

El Border terrier és una raça de gos del grup dels terriers originària de la Gran Bretanya.

## Característiques
El Border terrier té un pelatge baix i suau i un pelatge extern dur. Els colors inclouen grisenc i canyella, blau i canyella (de vegades gairebé negre), vermell grisenc, i menys comunament, marró. El pelatge ha de ser estirat a mà regularment, si no es fa, en la part superior es fa llarg i pelut i es mor. Els Borders que es mostren generalment tenen un pelatge curt que ha estat estirat i està començant a créixer novament. El pelatge dels Border terriers mai ha de ser tallat, excepte l'àrea al voltant de la cara on es troben parts esquifides de pèl. Retallar el pelatge d'un Border terrier al voltant de la seva esquena pot arruïnar-lo i fer-lo arrissat. Després de ser retallat, el pelatge d'un Border terrier pot no tornar a ser normal. Retallar el seu pelatge també porta problemes a la pell com la caiguda del pelatge.
El tipus de pelatge d'un Border, el qual depèn de cada gos, té moltes variacions, alguns el desenvolupen prou llarg i dur, i altres mai acaben de desenvolupar un pelatge complet i roman relativament suau.